# Brooklyn legmérgesebb embere
A Brooklyn legmérgesebb embere (eredeti cím: The Angriest Man in Brooklyn) 2014-ben bemutatott amerikai filmvígjáték-dráma, melyet Phil Alden Robinson rendezett. A film az 1997-es izraeli The 92 Minutes of Mr. Baum remake-je. A főbb szerepekben Robin Williams, Mila Kunis, Peter Dinklage, James Earl Jones és Melissa Leo látható.

## Rövid történet
A film főszereplője egy megkeseredett, dühös férfi, akivel orvosa közli: agyi aneurizmája miatt csak 90 perce maradt hátra az életéből. A páciens, Henry Altmann kétségbeesetten próbálja helyrehozni korábbi hibáit a fennmaradó idejében.

## Szereplők
| Színész              | Szerep          | Magyar hang            |
| -------------------- | --------------- | ---------------------- |
| Robin Williams       | Henry Altmann   | Mikó István            |
| Mila Kunis           | Dr. Sharon Gill | Pálmai Anna            |
| Peter Dinklage       | Aaron Altmann   | Kőszegi Ákos           |
| Melissa Leo          | Bette Altmann   | Vándor Éva             |
| Hamish Linklater     | Tommy Altmann   | Fehér Tibor            |
| James Earl Jones     | Ruben           | Vass Gábor             |
| Sutton Foster        | Adela           | Csuha Borbála          |
| Richard Kind         | Bix Field       | Berzsenyi Zoltán       |
| Daniel Raymont       | Ulugbek         | Horváth-Töreki Gergely |
| Chris Gethard        | Dr. Jordan Reed | Joó Gábor              |
| Jerry Adler          | Cooper          | Szélyes Imre           |
| Bob Dishy            | Frank           | Cs. Németh Lajos       |
| Louis C.K.           | Dr. Fielding    | Ficzere Béla           |
| Isiah Whitlock Jr.   | Yates           | Bolla Róbert           |
| Da’Vine Joy Randolph | Rowan nővér     | Zsolnai Júlia          |
| Jeremie Harris       | Leon            | Gacsal Ádám            |
| Lee Garlington       | Gummy           | Téglás Judit           |
| Olga Merediz         | Jane            | Molnár Zsuzsa          |
| Hank Chen            | Damien          | Bor László             |